# Papoušek hnědohlavý
Papoušek hnědohlavý (Poicephalus cryptoxanthus), patří mezi nejmenší zástupce afrických dlouhokřídlých papoušků rodu Poicephalus. Přestože není v zajetí tak rozšířený jako jeho známější příbuzní papoušek senegalský nebo papoušek konžský,
v České republice jej s úspěchem odchovává několik chovatelů.

## Vzhled
Papoušek hnědohlavý je nejméně nápadně zbarveným příslušníkem rodu Poicephalus .
Základní zbarvení je zelené, hlava šedohnědá. Ohbí křídel je jasně žluté, avšak toto zbarvení lze dobře vidět pouze za letu. Odtud pochází i vědecké jméno tohoto papouška: kryptos je řecky „skrytý“ a xanthos „zlatožlutý“. Duhovka oka je šedožlutá, nikoli jasně žlutá jako u papouška senegalského. Papoušek hnědohlavý dorůstá průměrné délky 22 cm. Samice je zbarvena stejně jako samec; pohlaví lze spolehlivě rozlišit pouze endoskopií nebo analýzou DNA.

## Výskyt
Domovinou tohoto plachého papouška je pás podél východního pobřeží Afriky od Tanzanie po Jihoafrickou republiku. Jako jediný z rodu Poicephalus se vyskytuje i na přilehlých ostrovech Zanzibar a Pemba. Obývá zejména pobřežní mangrovové lesy, kde se živí semeny, bobulemi, ořechy a příležitostně i larvami hmyzu. Přestože je stále poměrně hojný, jeho stavy se v poslední době snižují.

## Poddruhy
- Papoušek hnědohlavý jižní (Poicephalus cryptoxanthus cryptoxanthus). Nominátní forma obývající oblast od východní části Jihoafrické republiky přes Svazijsko, Mosambik, jih Malawi až po pobřežní oblasti Tanzanie a Keni.
- Papoušek hnědohlavý tanzanský (Poicephalus cryptoxanthus tanganyikae). Vyskytuje se v jižní Keni, střední a východní Tanzanii, severním Mosambiku a podél jezera Malawi. Podobá se nominální formě, avšak celkově je světleji zelený.
- Papoušek hnědohlavý zanzibarský (Poicephalus cryptoxanthus zanzibaricus). Obývá pouze ostrovy Zanzibar a Pemba. O něco větší než nominální forma; hlava je tmavě hnědá. Objevil se i názor, že tento poddruh byl již vyhuben v důsledku ztráty přirozeného biotopu.

## Hnízdění v zajetí
Papoušek hnědohlavý pohlavně dospívá ve věku 3 let, avšak jsou známy i případy, kdy zahnízdili i ptáci dvouletí. Stejně jako většina příslušníků rodu Poicephalus i tento druh hnízdí převážně v zimních měsících. Běžná velikost snůšky je 2–3 vejce, které samice snáší ve dvoudenních intervalech. Mláďata se líhnou po 25–27 dnech, hnízdo opouštějí po cca 8 týdnech a samostatnosti dosahují v 11–12 týdnech. Mnohdy tento papoušek vzhledem ke své plachosti snáze zahnízdí ve voliéře menších rozměrů.

## Krmení v zajetí
Papouška hnědohlavého krmíme směsí zrnin pro větší papoušky (bílá a žíhaná slunečnice, kardi, pšenice, kukuřice, semenec, proso, pohanka), kterou pravidelně doplňujeme čerstvým ovocem a zeleninou. Vhodným zdrojem živin je i naklíčené zrní (mungo, hrách, slunečnice, kukuřice, kardi). Stravu lze zpestřit i granulemi, piškoty, vařenou nesolenou rýží nebo těstovinami, trochou sýra atd. Jako zdroj vápníku slouží sépiová kost; k okusu je dobré podávat čerstvé větvičky ovocných stromů.

## Papoušek hnědohlavý jako domácí společník
Chov papouška hnědohlavého jako domácího společníka je u nás zatím spíše vzácností. Může za to pravděpodobně jeho malá dostupnost na trhu, plachost a snad i skromnost zbarvení. Zahraniční zdroje přesto uvádějí, že se ručně dokrmené mládě papouška hnědohlavého může stát vynikajícím mazlíčkem. Tento papoušek je poměrně tichý, má mírnější povahu než například papoušek senegalský a navíc postrádá tendenci klovat, která se nezřídka vyskytuje u jiných ručně dokrmených příslušníků rodu Poicephalus. Výhodou jsou i jeho menší nároky na velikost klece. Tento papoušek je zdatným imitátorem zvuků v domácnosti a nezřídka se naučí opakovat i několik slov.